# Santiago Rusiñol

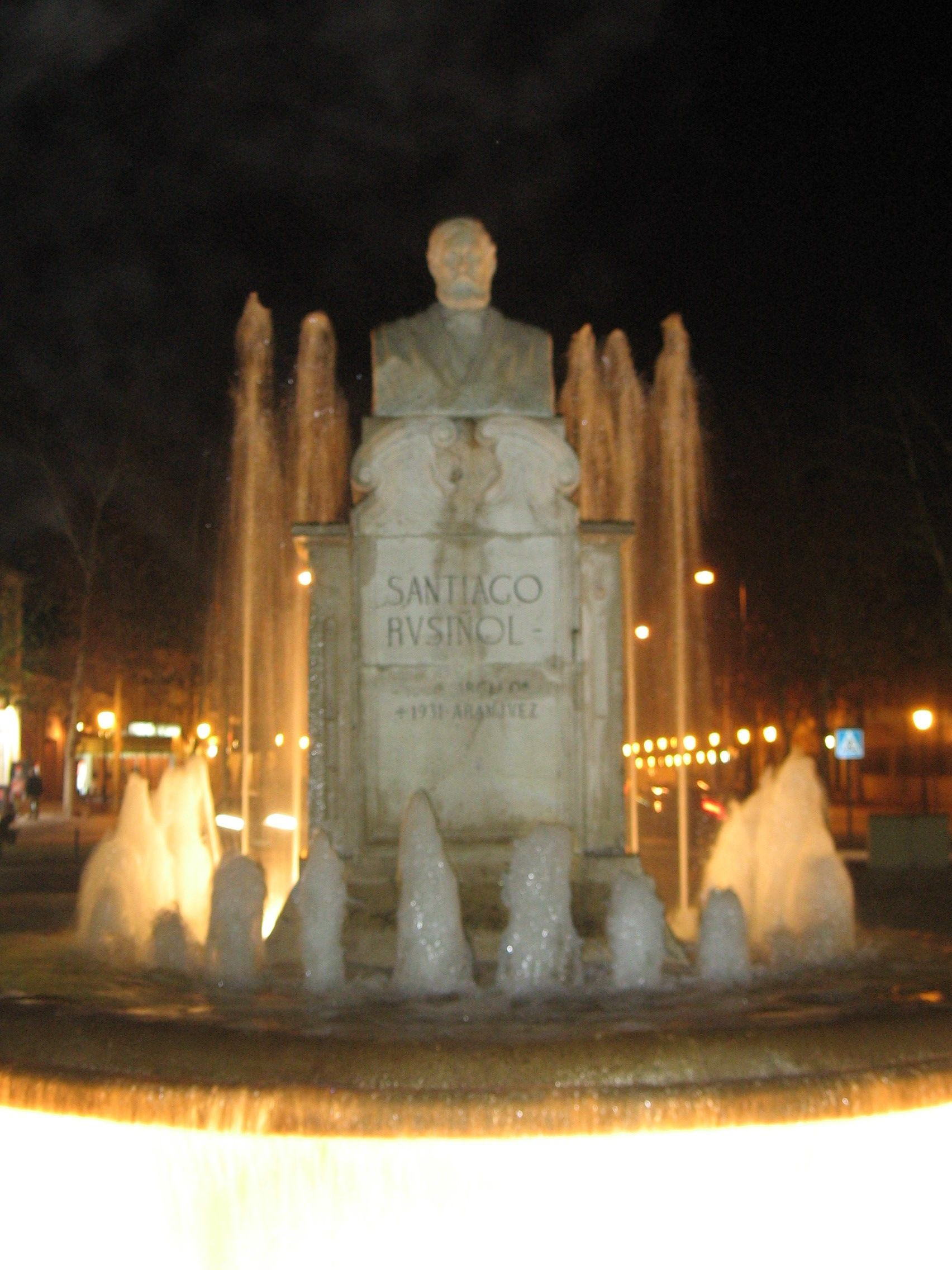
estátua de Santiago Rusiñol

Santiago Rusiñol i Prats (Barcelona,1861 - Aranjuez, 13 de junho de 1931), foi um pintor, escritor e dramaturgo espanhol.
- Commons
- Wikiquote